# Кричова (Тимиш)
Кричова (рум. Criciova) насеље је у Румунији у округу Тимиш у општини Кричова. Oпштина се налази на надморској висини од 164 m.

## Прошлост
Аустријски царски ревизор Ерлер је 1774. године констатовао да место припада Бистричком округу, Карансебешког дистрикта. Становници су били Власи.

## Становништво
Према подацима из 2002. године у насељу је живело 1716 становника.

### Попис2002.
| Расподела становништва по националности 2002.‍ | Расподела становништва по националности 2002.‍ | Расподела становништва по националности 2002.‍ | Расподела становништва по националности 2002.‍ | Расподела становништва по националности 2002.‍ |
| --------------------------------------------- | --------------------------------------------- | --------------------------------------------- | --------------------------------------------- | --------------------------------------------- |
|                                               |                                               |                                               |                                               |                                               |
| Румуни                                        | Румуни                                        |                                               | 1.472                                         | 86,0%                                         |
| Мађари                                        | Мађари                                        |                                               | 6                                             | 0,4%                                          |
| Роми                                          | Роми                                          |                                               | 15                                            | 0,9%                                          |
| Украјинци                                     | Украјинци                                     |                                               | 218                                           | 12,7%                                         |

### Хронологија
| Година       | 1992 | 1993 | 1994 | 1995 | 1996 | 1997 | 1998 | 1999 | 2000 | 2001 | 2002 | 2003 | 2004 | 2005 | 2006 | 2007 | 2008 | 2009 | 2010 | 2011 | 2012 | 2013 | 2014 | 2015 | 2016 | 2017 |
| ------------ | ---- | ---- | ---- | ---- | ---- | ---- | ---- | ---- | ---- | ---- | ---- | ---- | ---- | ---- | ---- | ---- | ---- | ---- | ---- | ---- | ---- | ---- | ---- | ---- | ---- | ---- |
| Становништво | 1709 | 1679 | 1670 | 1656 | 1636 | 1618 | 1605 | 1588 | 1578 | 1574 | 1568 | 1556 | 1562 | 1534 | 1527 | 1526 | 1552 | 1527 | 1600 | 1653 | 1642 | 1638 | 1633 | 1613 | 1629 | 1612 |